# Monte Llaima
Il Llaima è uno dei più grandi e dei più attivi vulcani del Cile, situato a 80 chilometri dalla città di Temuco e a 660 chilometri a sud della capitale Santiago, ai confini del parco nazionale di Conguillío.

## Geologia
La sommità del vulcano Llaima è formata da due cime, la più bassa chiamata Pichillaima, è alta circa 2920 m s.l.m. mentre la principale posta a nord svetta a 3125 m s.l.m.
La base del vulcano è posta a un'altitudine di 740 m s.l.m.
Il vulcano sovrasta assieme al vulcano Sierra Nevada, il lago Conguillío. Sulle sue pendici nascono i fiumi Quepe e Trufultruful. Il primo è un affluente del fiume Cautín, il secondo dell'Allipén.

## Eruzioni
Llaima è uno dei vulcani cileni più attivi con frequenti e quasi continue eruzioni. La sua attività è documentata dal XVII secolo, con distinti episodi, spesso di tipo moderato ma anche di tipo esplosivo, caratteristica di tutti gli stratovulcani. L'ultima grande eruzione è avvenuta nel 1994.
Nel gennaio 2008 una eruzione ha costretto all'evacuazione centinaia di persone che vivevano nei dintorni. Una colonna di cenere si è elevata per un'altezza di tremila metri. Il pennacchio di fumo spinto da correnti occidentale ha attraversato la cordigliera delle Ande depositandosi in Argentina nell'area di Zapala nella provincia di Neuquén, causando la cancellazione di voli dall'aeroporto della città di Neuquén Il 2 luglio del 2008, nuova eruzione con l'evacuazione di quaranta persone da una stazione sciistica..
Il 5 maggio del 2009 il vulcano ha dato inizio a una nuova eruzione, con flussi piroclastici, depositi di cenere e emissione di lava.

## Galleria d'immagini

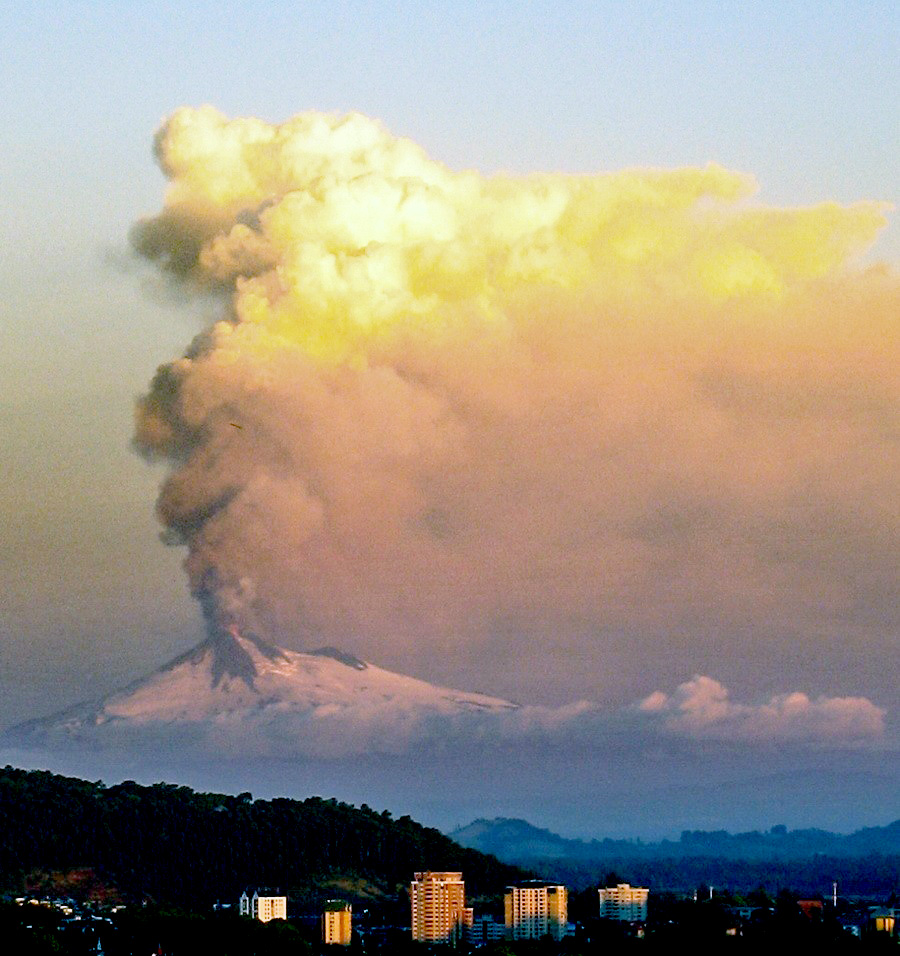
Eruzione del gennaio 2008.
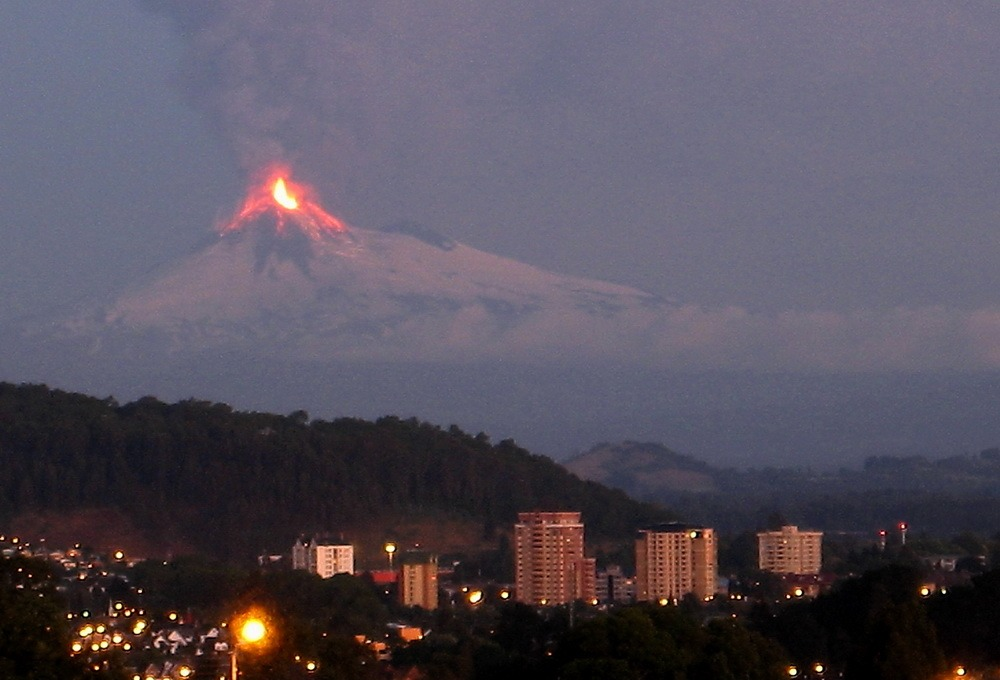
Eruzione del gennaio 2008.
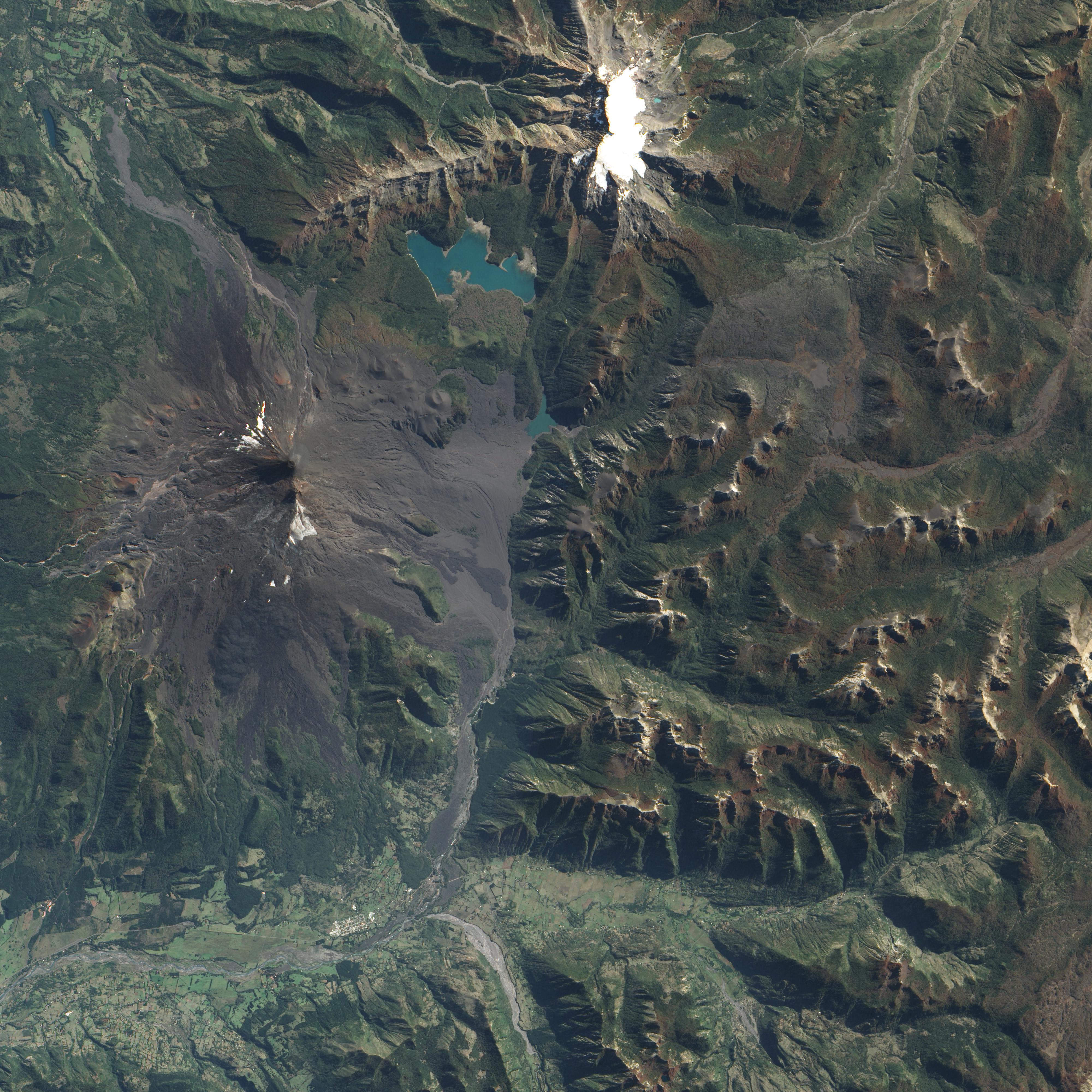
Veduta satellitare dell'eruzione di aprile 2009.
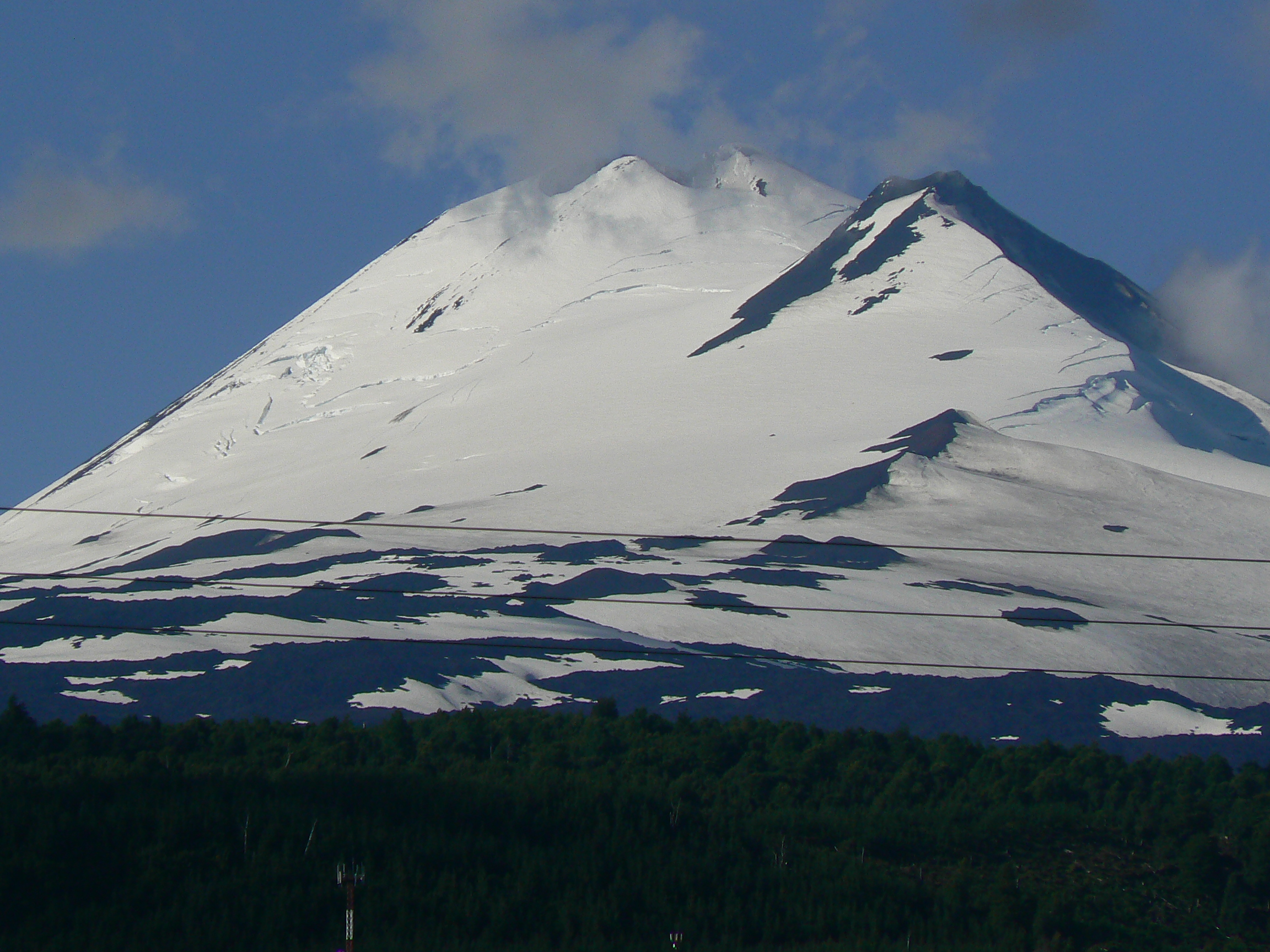
Cratere sommitale del vulcano Llaima.
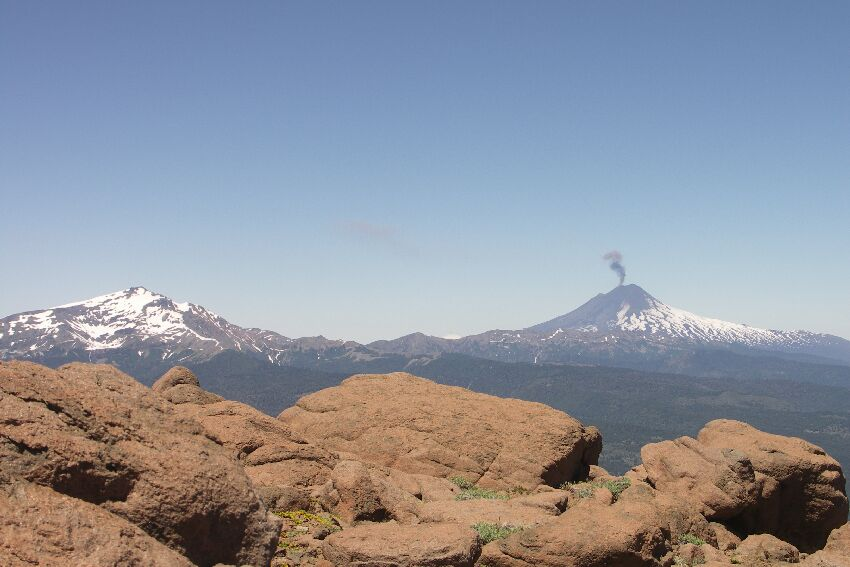
Il vulcano dopo l'eruzione del gennaio 2008.
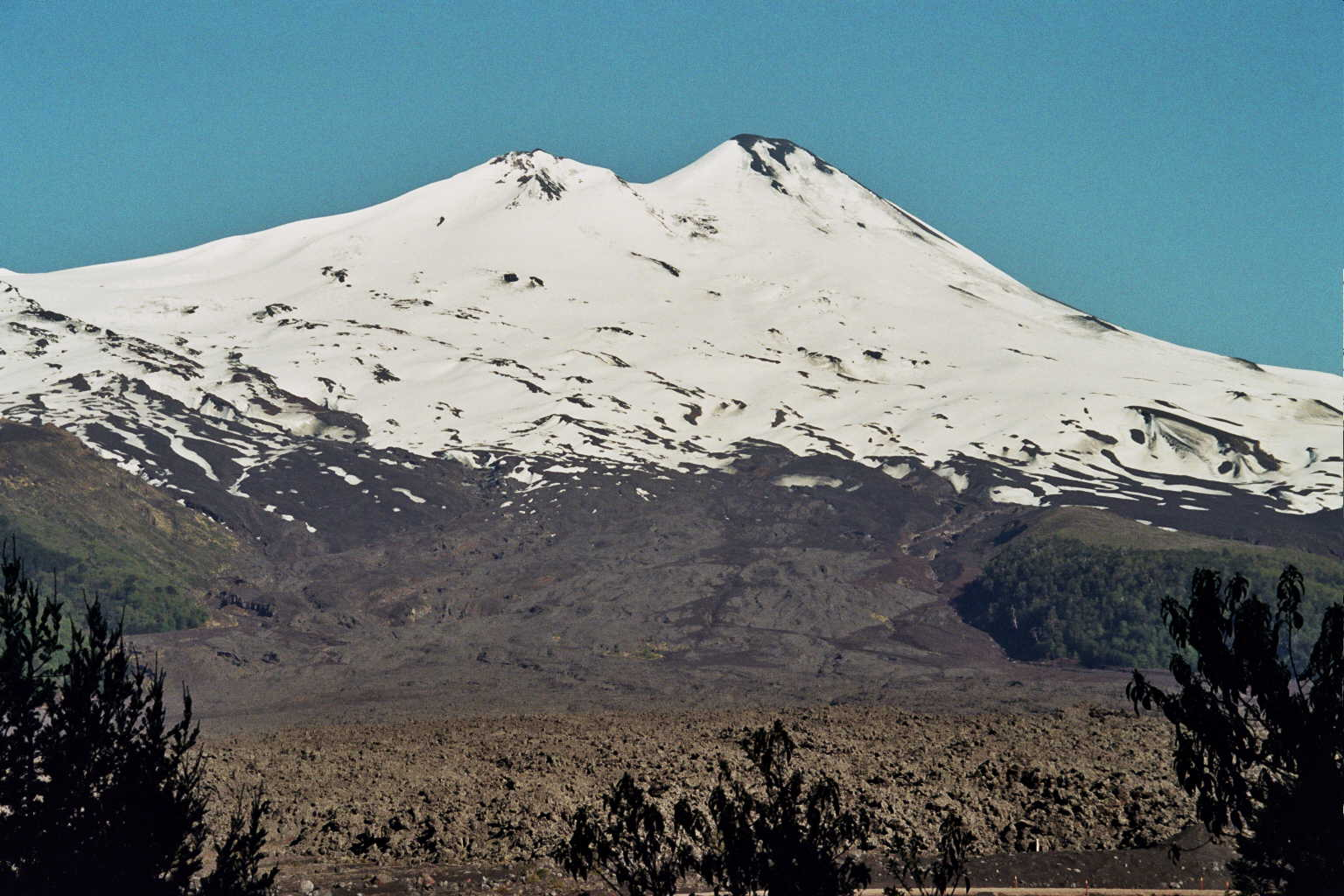
Vista del vulcano dalla desertica zona lavica.
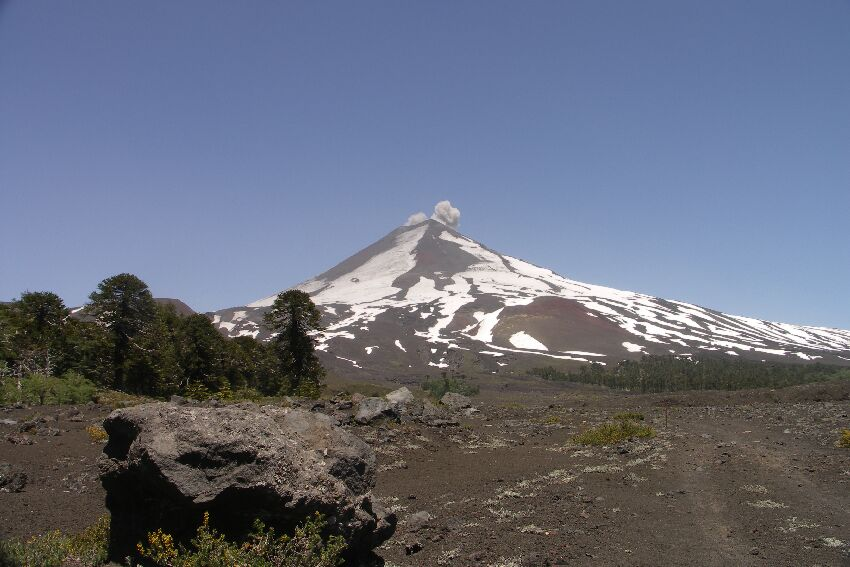
Veduta del Llaima.
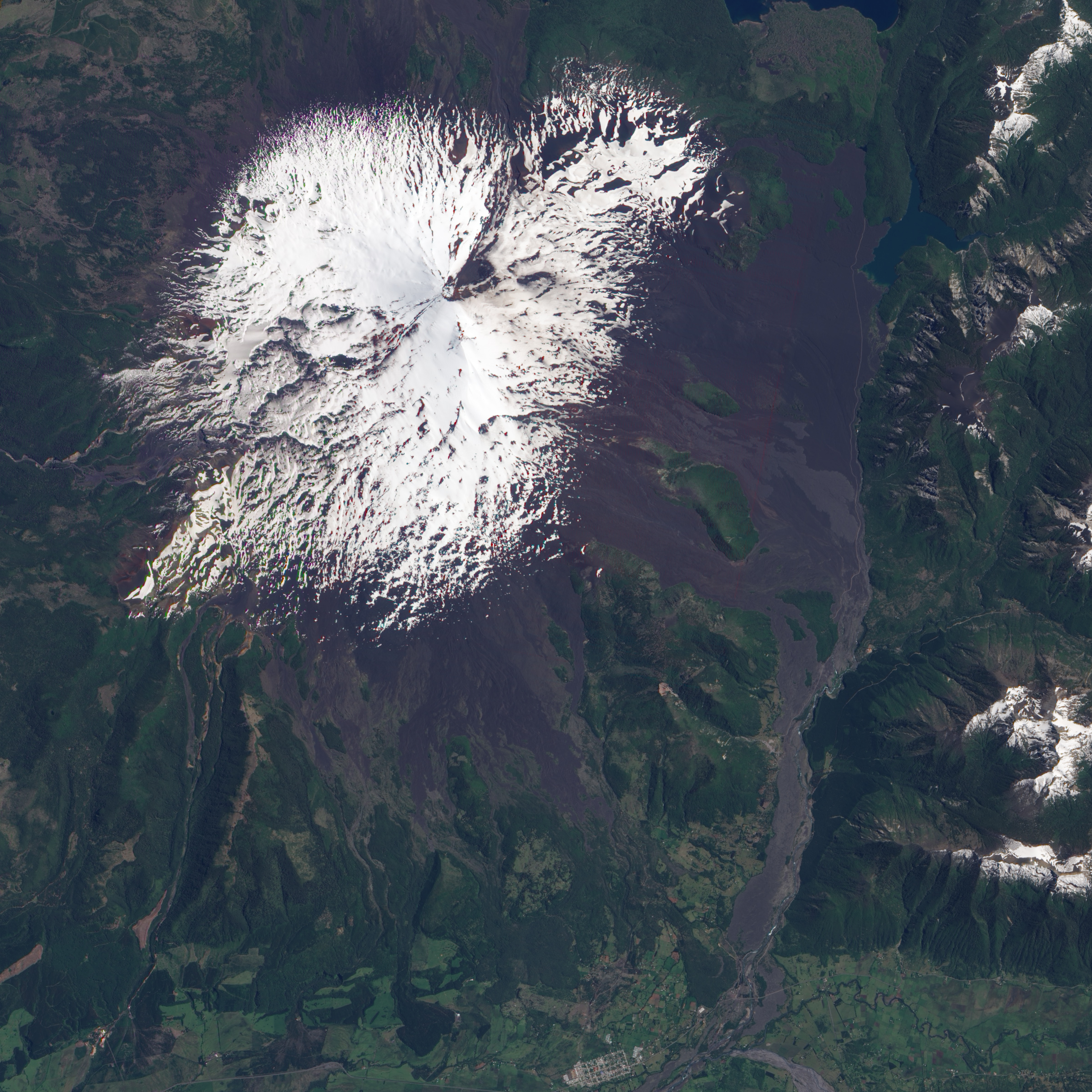
foto satellitare.